# Michalis Konstantinou
Michalis Konstantinou (grec: Μιχάλης Κωνσταντίνου)  (Paralimni, 19 de febrer de 1978) és un exfutbolista xipriota de la dècada de 2000.
Fou 85 cops internacional amb la selecció xipriota.

Pel que fa a clubs, fou jugador, entre d'altres, de Iraklis, Panathinaikos i Olympiacos.